# Victor Pellot
Pour les articles homonymes, voir Pellot.
Victor Pellot, né le 1er novembre 1927 à Arecibo (Porto Rico) et décédé le 29 novembre 2005 à Bayamón (Porto Rico), est un joueur portoricain de baseball qui évolua en Ligue majeure de baseball de 1954 à 1965. Il est le premier joueur portoricain a joué en Ligue américaine.

## Carrière
Il remporte sept gants dorés consécutifs de 1958 à 1964 et participe aux éditions 1955, 1956, 1959 et 1960 du All-Star Game. 